# Jafudà ben Barzilai, el Barceloní
Jafudà ben Barzilai, el Barceloní (Albargeloni) (Barcelona, c. 1070 - Barcelona, segle xii) fou un talmudista català. Gairebé no se sap res de la seva vida. Provenia d'una família molt distingida, ja que no era estrany que se l'anomenès «ha-Nasi» (el príncep), un títol d'honor que van portar també els seus descendents a Barcelona.
És molt dubtós si Jafudà fou deixeble d'Isaac ben Rovèn, el Barceloní, com alguns han sostingut. Tampoc es pot determinar el nom dels seus deixebles i si Abraham ben Isaac de Lunel (RABaD II) era entre ells. Sí que és segur que Abraham ben Isaac va conèixer Jafudà personalment i li va consultar casos difícils. Jafudà va tenir un cop una controvèrsia amb el seu savi amic i conciutadà Abraham ben Ḥiyya. Aquest darrer, sembla, va intentar ajornar un casament perquè les estrelles es van mostrar com a presagis desfavorables, mentre Jafudà va mantenir que aquesta conducta era contrària a llei, ja que l'observació de presagis està prohibida a les escriptures.

## Obres
Jafudà fou un del més gran codificadors de l'edat mitjana. A excepció d'uns quants fragments, els seus escrits halacans s'han perdut. Tanmateix, són sovint citats com a autoritat per Rabad II, Isaac ben Abba Mari (els quals l'anomenen senzillament "Ha-Rab," o "Ha-Rab ha-Emḥabber"), Abraham ben David (RABaD III), i Zerahiah ben Isaac ha-Levi.
Les obres de Maimònides i de Jacob ben Asher, publicades un segle més tard, van fer que els còdexs de Jafudà quedessin negligits, tot i que estudiosos del segle xvi en fessin ús. De les citacions que apareixen en obres de més de quaranta autors resulta que Jafudà va codificar la llei sencera, tant ritual com civil. El seu Sefer ha-'Ittim (Llibre sobre els temps litúrgics), del qual en perviuen fragments de manuscrit a la biblioteca del Jews' College, London (Hirschfeld, en J. Q. R. xiv. 191-192). Els fragments contenen regulacions pel Sàbat, però el llibre al principi no només incloia regulacions pel Sàbat, festivitats, i el Roix Hodeix, sinó també gairebé tot el material tractat en la primera part del Ṭur, i probablement encara més que això. La part del còdex que tracta lleis de matrimoni i temes de parentiu és anomenat per alguns Seder Nashim (Ordre de les dones); per altres, Yiḥens Ella'er Bosar. La llei civil va ésser inclosa en el Sefer ha-dinim (Llibre de les lleis) (així llegit per Halberstam en comptes de Sefer ha-Dayyanim), el qual va ser dividit en cinc "portes".
A més d'aquestes obres halacanes Jafudà va escriure un detallat comentari del Sefer Yeẓirah. Com molts comentaris d'aquest destacat llibre, els de Jafudà són de poca ajuda per a entendre el text; ben al contrari, conté les disquisicions pròpies de Jafudà, mig místiques, mig filosòfico-teològiques. L'autor revela una sorprenent familiaritat amb la literatura talmúdico-midràixica i facilita extractes d'obres dels geonim que són altrament desconegudes.
Judah estava familiaritzat amb les escriptures filosòfiques de Saadia i de Samuel ben Hophni, però no amb aquells de Shlomo ibn Yehuda ibn Gabirol (Avicebró) i de Baḥya. Mostra poc talent per tractar temes teològics o filosòfics. Argumenta infatigablement contra l'acusació feta pels caraïtes segons la qual els rabins afavorien els antropomorfismes.